# Цымбурский, Вадим Леонидович
Вади́м Леони́дович Цымбурский (17 февраля 1957, Львов — 23 марта 2009, Москва) — советский и российский философ, исследователь геополитики, филолог, историк и лингвист, гомеровед, этрусколог, хеттолог, политолог.
Среди научных интересов В. Л. Цымбурского — этническая и языковая история средиземноморского ареала в древности, теория и история геополитики, вопросы цивилизационной гео- и хронополитики, цивилизационного строения современного объединенного мира, проблемы анализа языка политики. Ввёл в современную политологию понятие лимитрофа.

## Биография
Имел польские корни; а в городе его рождения служил его дед после окончания войны в Германии. 
В 1981 году окончил филологический факультет МГУ им. М. В. Ломоносова, кафедра классической филологии. С 1981 по 1985 годы — аспирант при кафедре классической филологии МГУ, затем — научный сотрудник в Институте США и Канады АН СССР (1986—1990). В 1987 году защитил филологическую кандидатскую диссертацию по гомеровскому эпосу в свете балканской топонимики и ономастики.
С 1990 по 1995 год Цымбурский работал в Институте востоковедения РАН, а затем, уже до конца жизни — в Институте философии.
Умер 23 марта 2009 года от рака.

## Значение
Цымбурский является одним из создателей отечественной[уточнить] теоретической политологии, будучи в 1990-е годы ведущим автором и интеллектуальным лидером журнала «Полис». Хотя первые статьи публицистического характера выходили еще в 1990—1991 годах, подлинная известность пришла к нему после публикации в 1993 году в журнале «Полис» программной статьи «Остров Россия». Цымбурский предложил оригинальную геополитическую концепцию, которая оказала значительное влияние на отечественную политическую науку. В дальнейшем его взгляды претерпевали эволюцию, однако он на протяжении всей своей жизни был последовательным противником политической конъюнктуры, а его разнообразное, хотя и относительно небольшое творческое наследие нельзя вписать в узкие дисциплинарные рамки.
Егор Холмогоров отмечал, что «Межуев и Ремизов - вдохновлены Цымбурским с его геополитическим изоляционизмом».
Согласно Б. Межуеву, влияние на Цымбурского оказала социология  Толкотта Парсонса, а в поздний период творчества на него воздействовал Александр Зиновьев. Он ценил Освальда Шпенглера - не соглашаюсь с тем в оценке большевизма, например. По мнению Межуева, Цымбурский «был призван стать идеологом русского интеллектуального сословия».

## Геополитика
Центральная задача Цымбурского — попытка пересмотреть традиционные представления о России как геополитическом субъекте, выходя за рамки «западничества» и «славянофильства». Цымбурский вводит метафору «похищение Европы», которая означает восприятие Россией себя как Европы. Такое восприятие, согласно Цымбурскому, возникшее в результате цивилизационного выбора в XVIII веке и определяющее последующую российскую политику:13—14, ложно и одновременно неизбежно; оно влечет за собой постоянные попытки вмешиваться в европейское пространство политическим и военным образом, самой же Европой Россия постоянно отторгается:14. Данное вмешательство носит характер имперских стратегий:13. В конце XX века Россия самостоятельно лишила себя контроля за пограничными («лимитрофными») территориями в результате осознания своего имперства; распад империи имел непосредственной причиной глубинное политическое стремление к изоляционизму, не осознаваемое ни российскими либералами, ни националистами:14.
Одним из основных политологических заявлений Цымбурского стала концепция «Остров Россия», последовательно представленная в его одноимённой статье. Эта концепция была воспринята критиками одновременно как манифест российского изоляционизма, концептуального отказа от претензий на участие в европейских делах в качестве европейского субъекта, так и в качестве полемики с евразийцами относительно максимальных и минимальных естественных границ как отдельной цивилизации и, одновременно, государства.

## Историко-филологические исследования
В написанной совместно со своим учителем Л. А. Гиндиным монографии «Гомер и история Восточного Средиземноморья» (1996) рассматривал хеттские тексты об ахейцах (Аххияве), Вилусе (Илионе) и Труисе (Трое), упоминания ликийцев и хеттов в эпических сказаниях о Троянской войне. В последние годы жизни занимался изучением малоазиатско-этрусских связей.

## Публикации

### Работы по филологии
- Гиндин, Л. А., Цымбурский, В. Л. Античная версия исторического события, отражённого в KUB XXIII, 13 // Вестник древней истории : журнал. — Наука, 1986. — № № 1 (176). — С. 81-87.
- Гомеровский эпос и этногенез Северо-Западной Анатолии. Дисс. к.филол.н. М., 1987.
- Беллерофонт и Беллер. (Реминисценция древнебалканского мифа в греческой традиции). // Античная балканистика. М., 1987.
- Гомер и история Восточного Средиземноморья. — М., Восточная литература. 1996. 328 стр. 2000 экз. (в соавт. с Л. А. Гиндиным).
- Гомеровский эпос и легендарная традиция Анатолии. // Азия — диалог цивилизаций. Очерки. М., 1996. С. 241—327.
- Анхиз-змей. К регенерации раннефракийского мотива в «Энеиде» Вергилия. // ВДИ. 1996. № 4. С. 29-42.
- Hetto-Homerica. (Наречение Одиссея и наречение злого брата в хеттской «Сказке об Аппу и его сыновьях»). // ВДИ. 2005. № 2. С. 14-26.
- Греческий глагол ταρχύω «погребаю» и малоазиатский миф о поражении бога-победителя. // ВДИ. 2007. № 1. С. 152 сл.

### Работы по политологии
- Военная доктрина СССР и России: осмысления понятий «угрозы» и «победы» во второй половине XX века. — М.: Российский научный фонд, Московское отделение, 1994. 6, 25 п.л.
- Открытое общество: от метафоры к её рационализации. — М.: Московский научный фонд, 1997. 9 п.л. (в соавторстве с М. В. Ильиным).
- Россия — Земля за Великим Лимитрофом : цивилизация и её геополитика. — М.: УРСС, 1999. 9 п.л.
- Борьба за евразийскую Атлантиду : геоэкономика и геостратегия. — М.: Институт экономических стратегий, 2000. 3 п.л.
- Остров Россия. Геополитические и хронополитические работы. 1993—2006. — М.: РОССПЭН, 2007. 32 п.л.
- Морфология российской геополитики и динамика международных систем XVIII—XX веков. М.: Книжный мир, 2016. 496 с.

### Научные базы данных
- В базе данных Google Scholar
- В базе данных РИНЦ